# Сулица
Су́лица — старинное ручное, холодное оружие, род копья или рогатины, также мётное копьё, разновидность метательного оружия.
Представляет собой дротик, метательное копьё, имеющее железный наконечник длиной 15—20 см и древко длиной 1,2—1,5 м. Активно использовалось в восточной и северной Европе в IX—XIII веках как боевое и охотничье оружие.

## Этимология названия
От праслав. *sudlica «рогатина», структура слова su-dl-ic-a. Корень su- тот же, что и в совать, сую, сунуть. d сохраняется, например, в чеш. sudlice «вульж».

## Конструкция сулиц
Технически сулица представляет собой нечто среднее между копьём и стрелой. Сулица имела железный наконечник различной формы (удлинённо-треугольной, ромбовидной или лавролистной формы). Длина наконечника составляла 15—20 см. По способам креплений наконечники чаще всего были черешковыми, причём зачастую прикреплялись к древку сбоку, входя в дерево лишь загнутым нижним концом. Встречались втульчатые наконечники, однако значительно реже черешковых. Археологи относят более широкие наконечники сулиц к охотничьим, к боевым же — снабжённые более узким наконечником. Деревянное древко имело длину 1,2—1,5 метра.

### Типология сулиц
По форме наконечника различают три типа сулиц:
- тип II (IX—XI века) — Ромбовидная (ножевая) форма наконечника (2 штуки)
- тип III (IX—XIV века) — Удлиненно-треугольная (гарпунная) форма наконечника (22 штуки)
- тип IVA (X—XIII века) — Лавролистная форма наконечника (6 штук)

По способу крепления к древку различают черешковые и втульчатые (реже) наконечники.
На рисунке представлены сулицы IX—XI веках. По номерам рисунка соответственно (общая длина — длина лезвия — ширина лезвия — диаметр втулки наконечника):
1. тип II, Новгород (15,2-11-3,3-1,6 см)
2. тип III, Подболотье (13-6,5-2,4-1,6 см)
3. тип III, Заславль (16,5-10-4 см),
4. тип IVA, Кирилина (26,5-9,5-2,9 см),
5. тип IVA, Гусева Гора (19-10,5-3,2 см)
6. тип III, Сарское (20,5-11,5-5 см)
7. тип III, Городище (20-14-3 см)

## Использование сулиц
В качестве вспомогательного метательного оружия в бою и на охоте сулица использовалась практически по всей восточной и северной Европе на протяжении IX—XIII веках. В частности, сулицы применялась викингами, славянскими племенами и, позднее, войсками русских княжеств. По распространённости сулица являлась вторым оружием дистанционного боя после лука. При этом практически нигде лук не вытеснил сулицу полностью. Преимущество сулицы заключалось прежде всего в том, что она занимала только одну руку, — в другой мог быть, например, щит. Тяжёлые сулицы, в отличие от стрел, сохраняли убойную силу на всём протяжении полёта, а на небольших расстояниях превосходили стрелы и по точности. Сулицу, в принципе, можно было метнуть так точно, как только этого позволяло умение метателя, поскольку на неё не влияли факторы, не зависевшие от стрелка (как это происходило, например, со стрелами).
При использовании в бою сулицы метались воином с расстояния 10-30 метров. При этом немаловажным эффектом могло быть не только поражение тела противника, но и застревание сулицы в его щите — сулица, засевшая в щите, мешала воину маневрировать им, прикрываясь от ударов, и утяжеляла щит, вынуждая опустить его. Попытки избавиться от сулицы в щите также повышали уязвимость воина. Таким образом, по тактике применения сулица была схожа с римским пилумом.
Максимальный эффект достигался при массовом применении сулиц, для чего, по одной из теорий, перед началом сражения каждый воин имел одну-две сулицы, чтобы метнуть их при сближении с противником. Более того, в большинстве войск региона существовали также легковооружённые воины, основным вооружением которых были сулицы. Основной проблемой в использовании сулиц, как и любых дротиков, был сильно ограниченный максимальный боезапас метателя (максимум 8-10 штук).

## Археологические находки и упоминание сулиц в средневековой литературе
На территории средневековой Руси найдено 40—50 (47?) сулиц, датированных IX—XIII веками.
Сулицы реже упоминаются в источниках, чем копья, однако наибольшее число употреблений приходится на описание войн с западными соседями Руси в XIII веке А. Н. Кирпичников подчеркивает, что «в XIII в. употребление метательных копий участилось. Здесь сказались активизация пехоты и приспособление войск к борьбе в глухих лесных и болотистых районах». Это подтверждается и археологическими данными: из 47 обнаруженных сулиц на западные районы (Смоленская область, западная часть Ленинградской, Новгородской и Псковская область, Белоруссия) приходится 26 находок, тогда как, например, в Вологодской, Тверской, Костромской, Владимирской, Московской и Рязанской областях найдено всего 8 сулиц.
В Слове о полку Игореве сулица упоминается дважды: «Хинова, Литва, Ятвязи, Деремела и Половци — сулици своя повръгоша» и в обращении к волынским князьям Ингварю и Всеволоду: «Кое ваши златыи шеломы и сулицы ляцкии и щиты?»
. Сулица применялась не только для метания, а также была очень эффективна в ближнем бою именно как колющее оружие.